# Amt Emmelsbüll
Das Amt Emmelsbüll war ein Amt im Kreis Südtondern in Schleswig-Holstein. Es bestand aus den vier Gemeinden: Emmelsbüll, Friedrich-Wilhelm-Lübke-Koog, Horsbüll und Klanxbüll.

## Geschichte
1889 wurde im Kreis Tondern der Amtsbezirk Emmelsbüll aus den Gemeinden Emmelsbüll, Horsbüll, Klanxbüll und einem Teil des Gutsbezirks Herrschaftlicher Gotteskoog gebildet. Dieser Teil kam nach Auflösung des Gotteskoogs an die Gemeinde Emmelsbüll.
1948 wurde der Amtsbezirk aufgelöst und die drei Gemeinden bildeten fortan das Amt Emmelsbüll. 1957 kam die neue gebildete Gemeinde Friedrich-Wilhelm-Lübke-Koog zum Amt. 1967 wurde das Amt aufgelöst und die Gemeinden bildeten mit den Gemeinden des Amtes Neukirchen das Amt Wiedingharde.